# Cristiana Astori
Cristiana Astori (Asti, 7 novembre 1974) è una scrittrice italiana.

## Biografia
Ha esordito come sceneggiatrice nel 2003 nella graphic novel L'amore ci separerà disegnata da Alberto Lingua; nello stesso anno, ha pubblicato diversi racconti sulla rivista trimestrale di narrativa thriller, M-Rivista del Mistero.
Ha tradotto in italiano le storie di autori quali Jeffery Deaver, Douglas Preston, Richard Stark e Jeff Lindsay (del quale ha tradotto alcuni romanzi del ciclo dedicato al personaggio di Dexter Morgan).
Nel 2006 ha pubblicato, la raccolta di racconti horror Il re dei topi e altre favole oscure (Alacràn). Il libro ha ricevuto il personale apprezzamento dello scrittore statunitense Joe R. Lansdale, che gli ha dedicato la frase di lancio.
Nel 2011 esce, per la collana Il Giallo Mondadori, il suo primo romanzo, Tutto quel nero, in cui l'autrice introduce il personaggio di Susanna Marino, studentessa universitaria appassionata di cinema horror; il personaggio tornerà poi nei successivi Tutto quel rosso e Tutto quel blu, risalenti rispettivamente al 2012 e 2014, omaggi al thriller d'azione anni '80 e al cinema di Dario Argento.
Nel 2015, il personaggio di Susanna Marino viene ripreso nel racconto breve Tutto quel pulp, ispirato al cinema di Quentin Tarantino e incluso nell'antologia Delitti in giallo (Il Giallo Mondadori).
Nel 2018, esce per la Elliot Edizioni il nuovo romanzo Tutto quel buio: il plot, ancora una volta a sfondo cinematografico, vede Susanna Marino alla ricerca di un film del periodo muto, il Drakula halála di Károly Lajthay, prima trasposizione non ufficiale (oggi perduta) del Dracula di Bram Stoker.
Nel 2023 viene pubblicato, per la Fratelli Frilli Editori, il romanzo Tutto quel viola, quinto capitolo della saga dedicata al personaggio di Susanna Marino.

## Opere

### Libri
- Il re dei topi e altre favole oscure, prefazione di Claudia Salvatori; illustrazioni di Danilo Sanino; Alacrán Edizioni, 2006
- Tutto quel nero, Il Giallo Mondadori, 2011
- Tutto quel rosso, Il Giallo Mondadori, 2012
- Tutto quel blu, Il Giallo Mondadori, 2014
- Tutto quel buio, Elliot Edizioni, 2018
- Tutto quel viola, Fratelli Frilli Editori, 2023

### Racconti in antologie collettive
- ... Ti piace il sangue?, incluso nell'antologia Anime Nere Reloaded, a cura di Alan D. Altieri, Mondadori, 2008
- Il re dei topi (già contenuto in Il re dei topi e altre favole oscure), incluso in appendice al romanzo Abel di Claudia Salvatori, Epix n° 9, Mondadori, 2009
- Macumba per principianti, incluso nell'antologia Eros & Thanatos, SuperGiallo Mondadori, 2010
- Primo step, incluso nell'antologia Giallo 24.Il mistero è in onda, Il Giallo Mondadori, 2013
- Adele che brucia, incluso nell'antologia Appuntamento con il male, Novecento, 2014
- Tutto quel pulp, incluso nell'antologia Delitti in giallo, Il Giallo Mondadori, 2015

### Fumetti
- Cristiana Astori e Alberto Lingua, L'amore ci separerà, con prefazione di Alda Teodorani, Lo sciacallo elettronico, 2003
- Cristiana Astori e Ugolino Cossu, Per il verso sbagliato, nell'albo antologico Dylan Dog Color Fest 11, Sergio Bonelli Editore, 2013

### Traduzioni
- Richard Stark, Terra bruciata, Alacrán, Milano 2005
- Jeffery Deaver, Sotto terra, Sonzogno, Milano 2006
- Jeffery Deaver, La bambola che dorme, traduzione di Andrea Carlo Cappi e Cristiana Astori, Rizzoli, Milano 2007
- Jeffery Deaver, Fiume di sangue, Sonzogno, Milano 2007
- Jeff Lindsay, Il nostro caro Dexter, Sonzogno, Milano 2007
- Douglas Preston, Tyrannosaur Canyon, Sonzogno, Milano 2007
- Jeffery Deaver, L'ultimo copione di John Pellam, Sonzogno, Milano 2007
- Kim Newman, Dracula cha cha cha, Mondadori, Milano 2008
- David Wellington, Monster nation, Mondadori, Milano 2009
- Jeffr Lindsay, Dexter il delicato, Il Giallo Mondadori, Milano 2012
- Jeff Lindsay, Dexter l'oscuro, Mondadori, Milano 2010
- Jeff Lindsay, Dexter l'esteta, Mondadori, Milano 2011
- Jeff Lindsay, Doppio Dexter, Mondadori, Milano 2012